# Ботель (Нижня Саксонія)
Ботель (нім. Bothel) — громада в Німеччині, розташована в землі Нижня Саксонія. Входить до складу району Ротенбург-на-Вюмме. Центр об'єднання громад Ботель.
Площа — 16,75 км2. Населення становить 2375 ос. (станом на 31 грудня 2021).